# Belén Blanco
Belén Blanco (Casbas, provincia de Buenos Aires, 30 de enero de 1977) es una actriz argentina de cine, televisión, teatro, directora y productora de cine independiente.

## Filmografía

### Cine
| Año  | Título                                | Personaje      | Director            |
| ---- | ------------------------------------- | -------------- | ------------------- |
| 1991 | Disparos y Lápices                    | Claudia        | Ricardo Lamaglía    |
| 1993 | El caso María Soledad                 | Fernanda       | Héctor Olivera      |
| 1996 | Picado fino                           | Ana            | Esteban Sapir       |
| 1997 | El impostor                           | Teresita       | Alejandro Maci      |
| 1998 | La sonámbula                          | Carolina       | Fernando Spiner     |
| 2000 | Bajar es lo peor                      | Carolina       | Leyla Grumberg      |
| 2003 | Lisboa                                | Victoria       | Néstor Lescovich    |
| 2003 | La vida por Perón                     | Norma          | Sergio Bellotti     |
| 2004 | La puta y la ballena                  | Matilde        | Luis Puenzo         |
| 2004 | La monja                              | Julia          | Luis de la Madrid   |
| 2006 | Las manos                             | Silvia         | Alejandro Doria     |
| 2009 | Pastora, el enigma del monte albornoz | Rocío          | Alfredo Salinas     |
| 2011 | Graba                                 | María          | Sergio Mazza        |
| 2012 | Zuga                                  | Hoki           | Eduardo López López |
| 2013 | El gurí                               | Camila         | Sergio Mazza        |
| 2018 | One shot                              | Hija           | Sergio Mazza        |
| 2019 | La deuda                              | Mónica         | Gustavo Fontán      |
| 2019 | Al acecho                             | Camila Márquez | Francisco D´Eufemia |
| 2020 | Inmortal                              | Ana            | Fernando Spiner     |

### Cortometrajes y mediometrajes
| Año  | Título            | Personaje      | Notas     |
| ---- | ----------------- | -------------- | --------- |
| 2011 | Cada uno          | Chica          | En España |
| 2010 | En otro lugar     | Chica          | En España |
| 2007 | La mujer de hielo | Aylen / Lihuen |           |
| 2004 | Gua Pa!           | Chica          |           |
| 2001 | Las devotas       | María Belén    |           |
| 2000 | Untitled          | Chica          |           |

| Año  | Trabajo      | Ayudante en                            |
| ---- | ------------ | -------------------------------------- |
| 2023 | Moha         | Dirección y Producción                 |
| 2019 | Torito       | Producción y Montaje                   |
| 2019 | 30 de Agosto | Dirección, sonido, montaje             |
| 2018 | La oscuridad | Dirección                              |
| 2013 | Reciprocidad | Guion, Dirección y Montaje             |
| 2012 | Virgen       | Guion, Dirección y Montaje             |
| 2012 | Elizabeth    | Guion, Dirección y Montaje             |
| 2011 | Untitled5    | Guion, Dirección, Producción y Montaje |
| 2010 | Imagen       | Guion, Dirección y Montaje             |
| 2009 | Esa soy yo   | Guion y Dirección                      |
| 2009 | Germen       | Guion y Dirección                      |
| 2007 | Nadie        | Guion y Dirección                      |

## Televisión

### Series y telenovelas
| Año       | Título                                                   | Personaje          | Canal            |
| --------- | -------------------------------------------------------- | ------------------ | ---------------- |
| 1991      | El árbol azul                                            | Luciana Fernández  | Canal 13         |
| 1992      | Flavia, corazón de tiza                                  | Marianita Landívar | Canal 9 Libertad |
| 1993      | Socorro, sobrinos                                        | Vera               | Canal 7          |
| 1993-1995 | Alta comedia                                             | Varios Personajes  | Canal 9 Libertad |
| 1993      | Mi mamá me ama                                           | Varios Personajes  | Canal 9 Libertad |
| 1994      | Para toda la vida                                        | Lucía Sanroman     | Telefe           |
| 1994      | Nueve lunas                                              | Coty               | Canal 13         |
| 1994      | ¿Dónde estás, amor de mi vida que no te puedo encontrar? | Belen              | Canal 13         |
| 1995      | Leandro Leiva, un soñador                                | Solana             | Canal 9 Libertad |
| 1996      | De poeta y de loco                                       | Emilia             | Canal 13         |
| 1998      | El Rafa                                                  | Hija del Rafa      | Telefe           |
| 1998      | Lo dijo papá                                             | Sofia              | Canal 9          |
| 1999      | Mamitas                                                  | Karina             | Canal 9          |
| 1999      | Vulnerables                                              | Florencia          | Canal 13         |
| 2001      | El Hacker 2001                                           | Carla              | Telefe           |
| 2002      | Tumberos                                                 | Lorena Rodríguez   | América          |
| 2003      | Disputas                                                 | Soledad            | Telefe           |
| 2006      | El tiempo no para                                        | Jackeline "Jackie" | Canal 9          |
| 2010      | La Riera                                                 | Valeria            | TV3              |
| 2011      | El puntero                                               | Libertad Perotti   | Canal 13         |
| 2015      | Los siete locos y los lanzallamas                        | Elsa               | TV Pública       |
| 2015      | Fábricas                                                 | Nina               | TV Pública       |
| 2018      | Morir de amor                                            | Mónica             | Telefe           |
| 2022      | Limbo                                                    | Laura              | Star+            |

### Unitarios
| Año       | Título                    | Personaje         | Episodio/s              | Canal      |
| --------- | ------------------------- | ----------------- | ----------------------- | ---------- |
| 1994-1995 | Sin condena               | Cintia Tallarico  | «El caso Guns N'Roses»  | Canal 9    |
| 1997      | Ciclos de Alejandro Doria | Cecilia           | «Ceremonia secreta»     | Telefe     |
| 1999      | Los especiales de Doria   | Verónica          | «El santo diablo»       | Telefe     |
| 2004      | Historias de terror       | Carolina          | «1 Episodio»            | TV Pública |
| 2005      | Botines                   | Victoria          | «Poliladrones»          | Canal 13   |
| 2005      | Botines                   | Carla             | «El diario de Carla»    | Canal 13   |
| 2005      | Mujeres asesinas 1        | Teodora           | «Margarita, la maldita» | Canal 13   |
| 2005      | Numeral 15                | Florencia         | «Santa Calls»           | Telefe     |
| 2008      | Mujeres asesinas 4        | Azucena Fernández | «Azucena, vengadora»    | Canal 13   |
| 2015      | La casa                   | Rosario Cruz      | «1945: Japonés»         | TV Pública |
| 2015      | La casa                   | Griselda          | «2012: Canción»         | TV Pública |
| 2015      | Se trata de nosotros      | Romina Cortés     | «Falsas promesas»       | Orbe 21    |

## Teatro
| Año       | Obra                                   |
| --------- | -------------------------------------- |
| 1991-1992 | Los invertidos                         |
| 1994      | Roberto Zucco                          |
| 1995      | El amor                                |
| 1998      | Don Juan                               |
| 2001      | A propósito de la duda                 |
| 2001      | Teatro por la identidad                |
| 2000-2004 | Kleines Helnwein                       |
| 2002      | Los murmullos                          |
| 2007      | 300 Millones                           |
| 2007      | Aniquilados                            |
| 2008      | Cara de fuego                          |
| 2009      | Cash                                   |
| 2013-2014 | Querido Ibsen: Soy Nora                |
| 2015      | El don                                 |
| 2016      | La señorita Julia                      |
| 2017      | Las amargas lágrimas de Petra von Kant |
| 2018-2019 | Kinderbuch                             |
| 2019-2020 | Hamlet                                 |
| 2023      | Viuda Negra                            |

## Premios

### Premios Martín Fierro
| Año  | Categoría                              | Programa   | Resultado |
| ---- | -------------------------------------- | ---------- | --------- |
| 2002 | Mejor actriz de unitario y/o miniserie | Tumberos   | Nominada  |
| 2011 | Mejor actriz de reparto                | El puntero | Nominada  |

### Premios Sur
| Año                                | Categoría               | Película  | Resultado |
| ---------------------------------- | ----------------------- | --------- | --------- |
| Anexo:Premio Sur a la mejor actriz | Mejor actriz de reparto | Las manos | Nominada  |

### Premios Trinidad Guevara
| Año                            | Categoría               | Obra             | Resultado |
| ------------------------------ | ----------------------- | ---------------- | --------- |
| Anexo:Premios Trinidad Guevara | Mejor actriz de reparto | Don Juan         | Nominada  |
| Anexo:Premios Trinidad Guevara | Mejor actriz            | Klaines Helnwein | Nominada  |

### Premios ACE
| Año                   | Categoría                                   | Obra                    | Resultado |
| --------------------- | ------------------------------------------- | ----------------------- | --------- |
| Premios ACE 2013-2014 | Mejor actriz de comedia dramática           | Querido Ibsen: Soy Nora | Ganadora  |
| Premios ACE 2018      | Mejor actriz para obra de un solo personaje | Kinderbuch              | Nominada  |

- Premio Florencio Sánchez: Mejor Actriz Protagónica por Querido Ibsen: Soy Nora
- Premio ACE: Mejor Actriz dramática "off" por Klaines Helnwein
- Premio Arte Vivo: Mejor Actriz
- Premio Sin Cortes: Revelación